# Sandoz
Pour les articles homonymes, voir Sandoz (homonymie).
Sandoz est une entreprise pharmaceutique suisse fondée en 1886 à Bâle par Alfred Kern (de) et Edouard Sandoz.
Elle est plus connue pour être à l'origine du LSD, découvert de manière accidentelle en 1938. En 1996, la société a fusionné avec Ciba-Geigy pour former Novartis. Elle est redevenue indépendante (spin off) le 4 octobre 2023

## Histoire
En 1886, la Chemiefirma Kern & Sandoz est fondée à Bâle par le docteur Alfred Kern (de) (1850-1893) et Edouard Sandoz (1853-1928). L'entreprise fabrique des encres et des pigments comme le bleu alizarine ou l'auramine. Après la mort de Kern, la raison sociale change : Chemische Fabrik vormals Sandoz (1895). La société produit dès cette année un médicament contre la fièvre, l'antipyrine.
En 1917, la recherche pharmaceutique se développe sous l'impulsion du professeur Arthur Stoll (1887-1971) qui fonde le département pharma de l'entreprise jusqu'alors active dans la chimie des colorants. Entre les deux guerres, Sandoz développe une gamme de médicaments dont le Gynergen en 1921 et Calcium-Sandoz en 1929. Elle vise aussi l'industrie avec des produits pour les textiles, le papier et le cuir. 
En avril 1933, Sandoz force Richard Willstätter, un éminent biochimiste et lauréat du prix Nobel de chimie à démissionner de son poste de président du conseil d'administration de sa filiale allemande en raison de sa religion juive.
En 1939, elle débute des recherches et la production dans le domaine de l'agrochimie (engrais, pesticides, fongicides, etc.)
En 1964, elle ouvre sa première succursale à l'étranger. En 1967, elle intègre Wander AG (connue pour le chocolat Ovomaltine et la boisson Isostar). Sandoz achète en 1983 Delmark, Wasabröd et Gerber Products Company. Ovomaltine sera revendue à Barilla en 1999, Wasa à Associated British Foods en 2002.

### LSD
En 1938, Arthur Stoll et Albert Hofmann découvrent le LSD dans le cadre de recherche sur les analeptiques et les recherches sur les dérivés de l'ergotamine, synthétisée en 1917 par Arthur Stoll. Le brevet est déposé aux États-Unis au nom de Arthur Stoll et Albert Hofmann en 1948 (demande déposée en Suisse le 30 avril 1943). La société développe ensuite l'utilisation de cette substance en thérapeutique psychiatrique sous le nom de Delysid. Sandoz a expérimenté son psychotrope sur un grand nombre de cas allant de l'alcoolisme à la criminalité. La firme suggéra même que les psychiatres prennent du LSD pour mieux comprendre les phénomènes liés à la schizophrénie, conseil qui fut souvent suivi par les spécialistes dans ce domaine.
Au début des années 1950, la recherche sur le LSD s'intensifie. Sandoz obtient des contrats avec l'armée américaine qui veut transformer le LSD en une arme incapacitante. Des essais sont opérés sur des populations civiles et militaires aux États-Unis et en Europe. Toutefois, 10 ans plus tard, la firme ralentit le développement en ce sens et retire le produit du marché au milieu des années 1960.

### Catastrophe de Schweizerhalle
Le 1er novembre 1986, un incendie se déclare dans l'entrepôt 956 près de Bâle. Les pompiers tentent de limiter le sinistre avec plus de 15 000 m3 d'eau, un volume qui dépasse largement les 50 m3 du bassin de rétention. L'excédent, un mélange rougeâtre d'eau, de pesticide, de dérivés du mercure ainsi que d'esters phosphoriques, se déverse dans le Rhin. Une catastrophe écologique s'ensuit puisque l'Allemagne, la France et les Pays-Bas sont touchés. La pêche est interdite pendant six mois dans les zones contaminées.
Fin septembre 1987, une indemnité d'environ 30 millions d'euros est versée par Sandoz à la France à la suite de l'affaire que les médias appelleront Tchernobâle en référence à la catastrophe de Tchernobyl.

## Fusion
En 1996, Sandoz fusionne avec Ciba-Geigy pour former Novartis, une opération financière estimée à 135 milliards de francs, la plus importante jamais enregistrée. Le nouveau groupe devient la troisième entreprise européenne et la douzième mondiale, tous secteurs confondus. Sandoz apporte également les marques alimentaires Gerber, Wasa et Gerblé dans le nouveau groupe formé.
Par la suite, Sandoz devient la filiale médicaments génériques du groupe Novartis.